# Simone Verdi
Simone Verdi (Broni, 12 de julho de 1992) é um futebolista italiano, que atua como atacante. Atualmente joga no Como.

## Carreira
Verdi começou a carreira no Milan, onde disputou apenas 2 partidas oficiais.
Chegou ao Torino em 2011, e em 2013 foi emprestado à Juve Stabia e, posteriormente, ao Empoli, clube pelo qual marcou seu primeiro gol como profissional.
Retornou ao Milan entre 2015 e 2016, mas passou todo esse período emprestado ao Eibar (2015-2016) e ao Carpi (2016).
Ainda em 2016, Verdi foi contratado pelo Bologna. A temporada 2017-2018 foi a mais produtiva de sua carreira, quando marcou 10 gols e deu 10 assistências. Seu bom desempenho nas duas temporadas em que esteve no Bologna o levou à seleção italiana em 2017.
Em 2018, Simone Verdi foi contratado pelo Napoli, pelo valor 25 milhões de euros e um vínculo contratual de 5 anos. 